# Hipospádia
A hipospádia é um defeito congênito urogenital no qual a abertura uretral está localizada mais proximal do que sua localização usual na ponta da glande. É a segunda atipicidade congênita mais comum, existindo em cerca de 1 a cada 300 bebés de  sexo masculino.
Entre 75% e 87% dos casos são da forma distal ou tipo coronal, ou seja meato urinário mais próximo da extremidade do pênis (como nas imagens). Esta forma possui o procedimento de intervenção cirúrgico menos complexo ao ser desejado a abertura da uretra na extremidade do pênis, tendo essas formas  maior possibilidade de êxito na primeira intervenção.

## Tipos
Pode ser de três tipos: o primeiro e mais frequente (87% dos casos) é do tipo coronal. Galeno, no século II escreve que este tipo de hipospadias podem se resolver com a circuncisão. O segundo dos tipos (10% dos casos) é o peneano-escrotal assim chamado porque neles a uretra termina ali e não há conduto urinário na porção distal peniana. Os restos uretrais ficam transformados numa banda fibrosa que origina uma incurvação de flexão. São casos de solução difícil que precisam de dois ou três tempos operatórios. Finalmente, o terceiro tipo, é de forma perineal, são graves e neles o pénis se apresenta amorfo.

## Incidência
O hipospádias esta entre os defeitos de nascimento mais comuns da genitália masculina (além do criptorquidismo), mas diversas incidências têm sido relatadas em diferentes países, desde 1 a cada 4000 até 1 a cada 125 meninos.
Há algumas evidências de que a incidência de hipospádias no mundo têm crescido nas últimas décadas. Nos Estados Unidos, dois estudos relataram que a incidência cresceu de cerca de 1 em 500 nascimentos (1 em cada 250 meninos) na década de 1970 para 1 em 250 nascimentos (1 em 125 meninos) na década de 1990.

## Vantagens da intervenção cirúrgica corretiva
- Permitir que se urine em pé.
- Permitir função sexual normal.
- Melhora estética.
- Evitar as consequências psicológicas de órgãos genitais malformados.

## Hipospadia no sexo feminino
Na mulher, a abertura anormal congênita da uretra, em caso de hipospádias, se dá para a parte interior da vagina, esta ocorrência é bem mais rara que no sexo masculino.

## Imagens adicionais

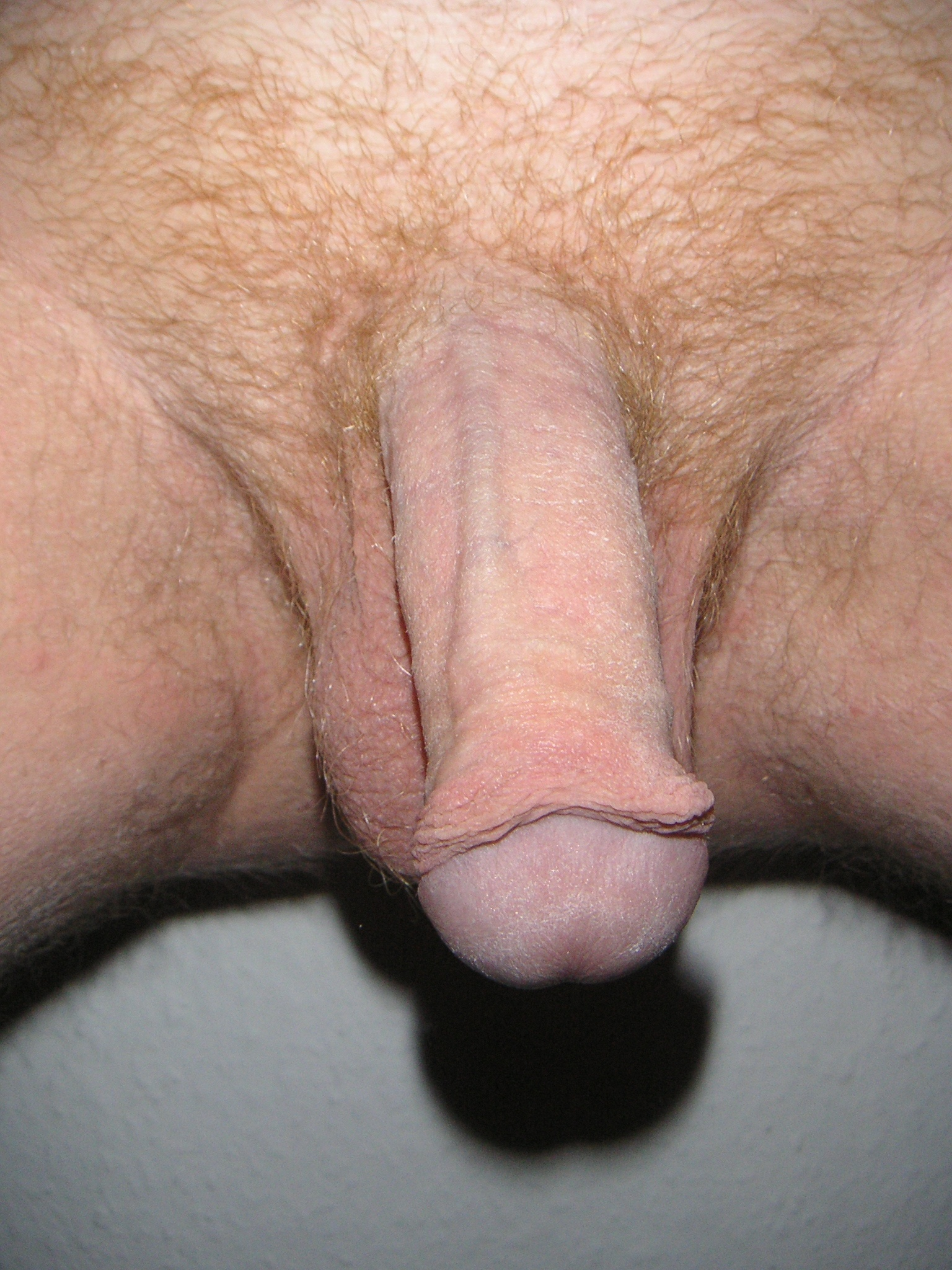
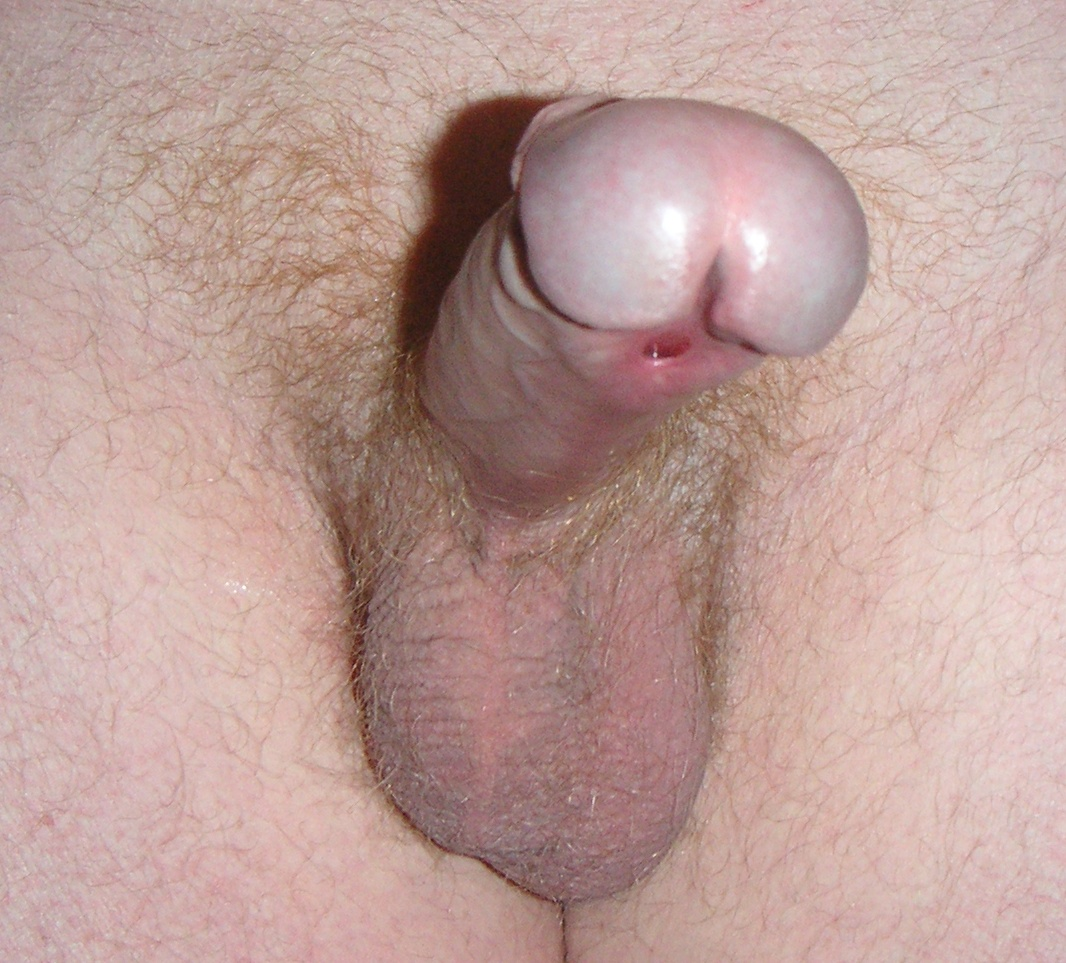
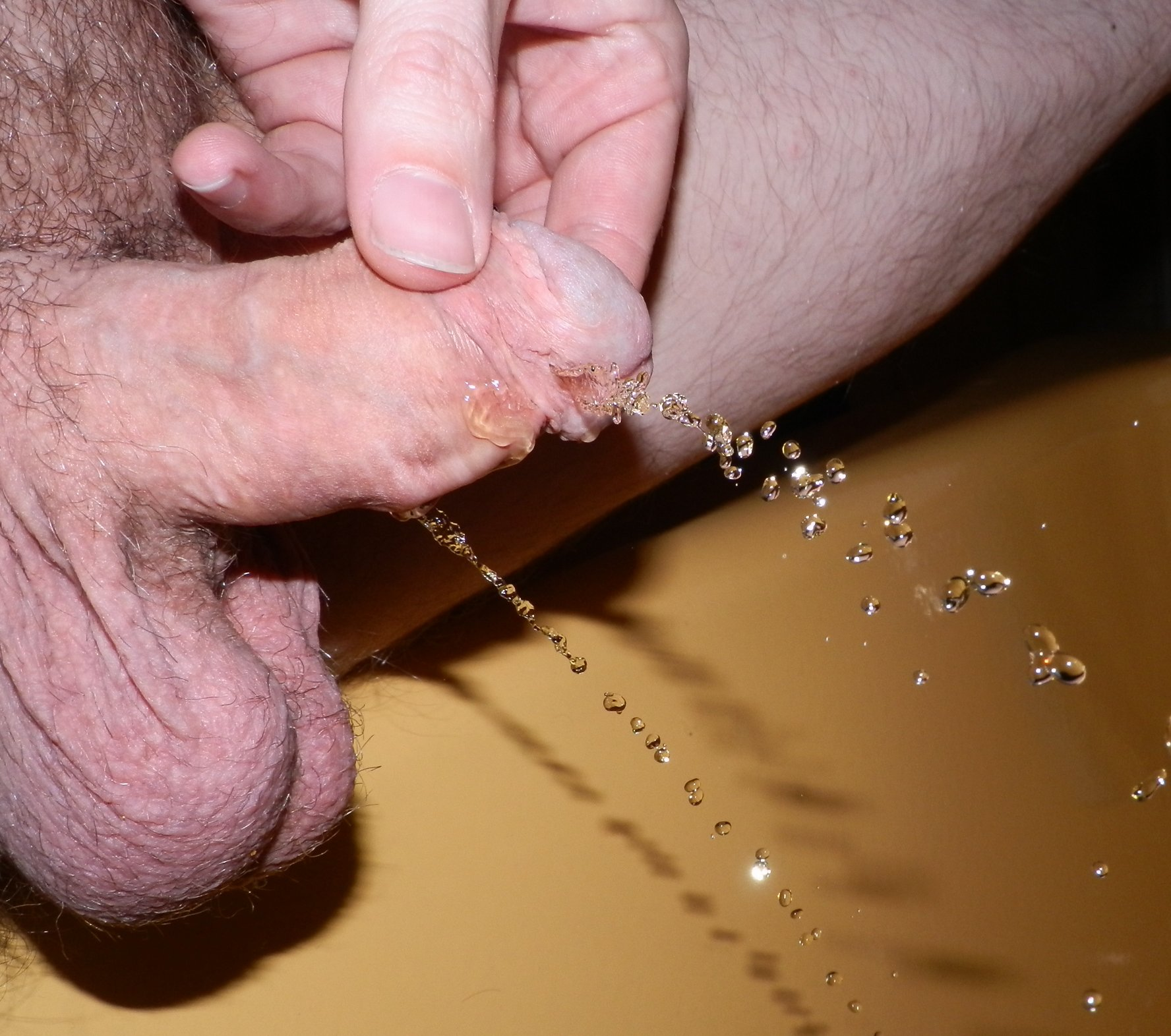
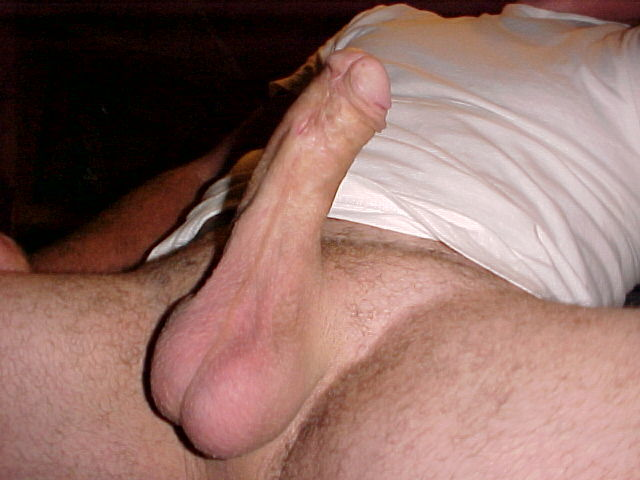
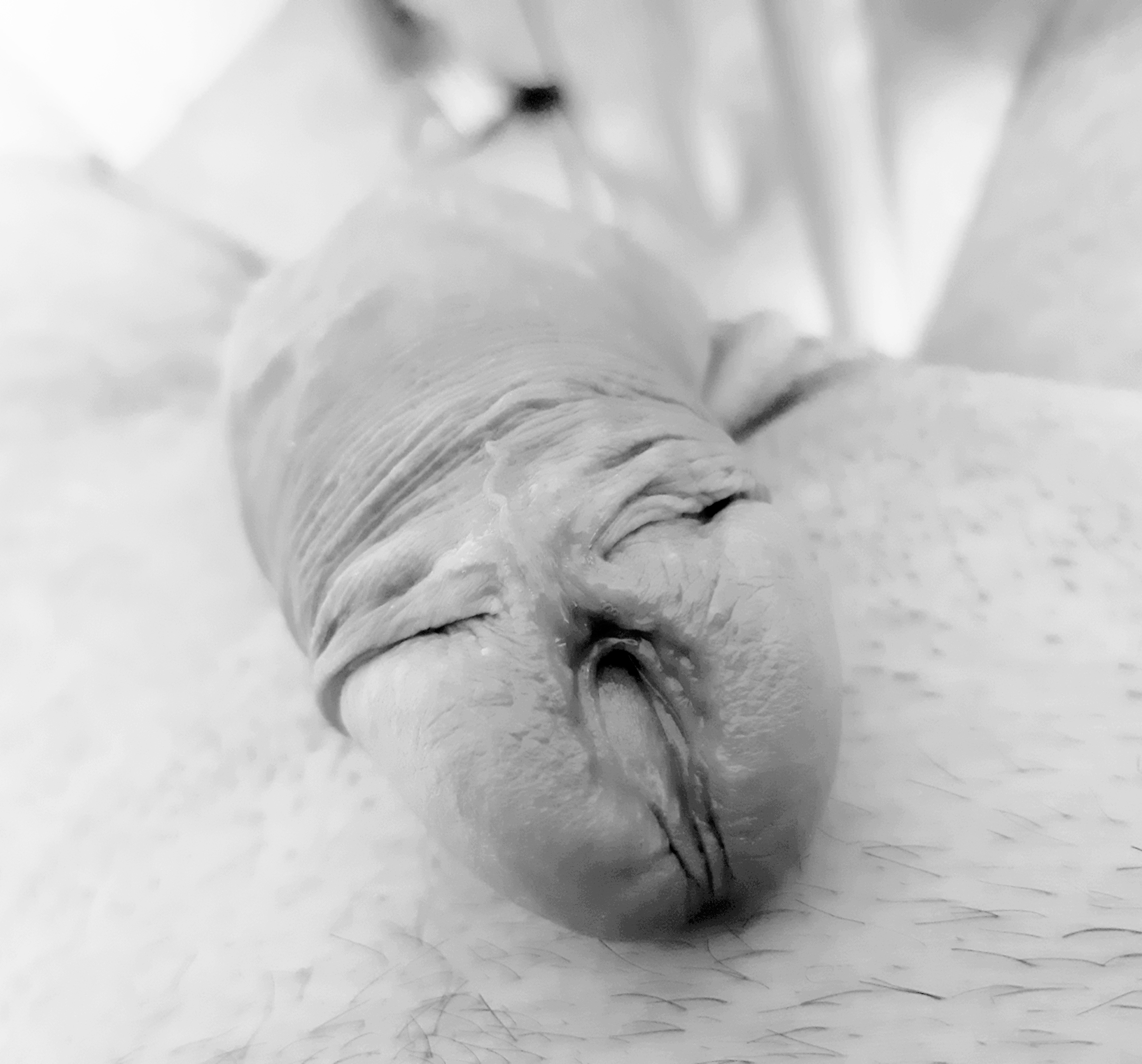
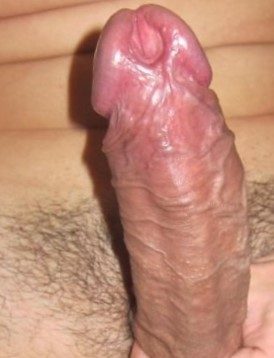
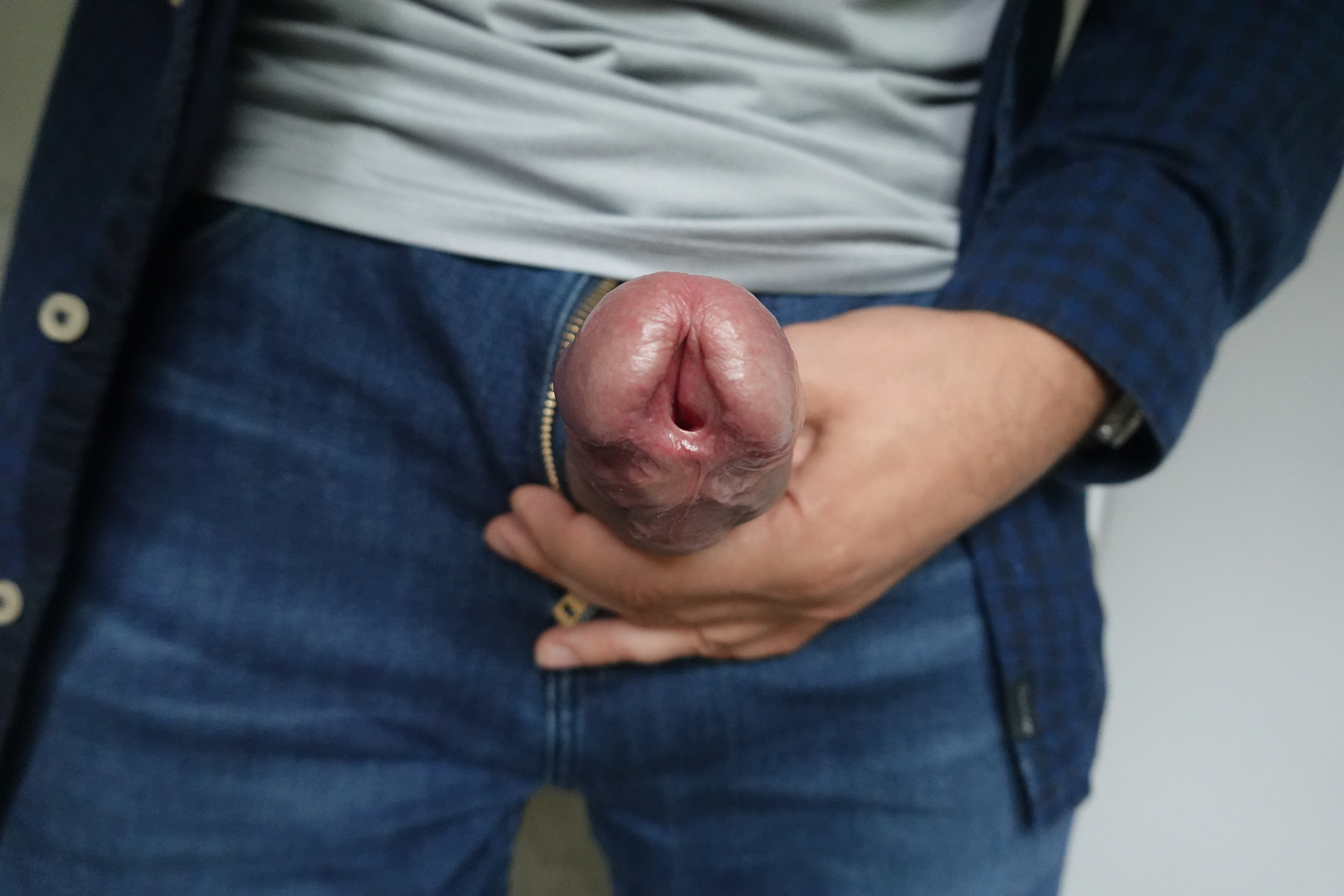